# Stéphanie Lucemburská
Princezna Stéphanie, dědičná lucemburská velkovévodkyně (rozená hraběnka Stéphanie de Lannoy; * 18. února 1984, Ronse), je manželka lucemburského dědičného velkovévody Guillauma, následníka lucemburského trůnu. S dědičným velkovévodou se zasnoubila 26. dubna 2012 a 19. října 2012 se za něj při civilním obřadu provdala. Následující den následoval církevní sňatek. Pár má dva syny, prince Charlese a prince Françoise.

## Život
Stéphanie de Lannoy se narodila 18. února 1984 v Ronse ve Východních Flandrách v Belgii. Je nejmladším dítětem a čtvrtou dcerou z osmi dětí hraběte Philippa de Lannoy (1922–2019) a Alix della Faille de Leverghem (1941–2012). 
Linii rodu Lannoyů lze sledovat až k henegavské šlechtě 13. století. Potomci Karla de Lannoy, 1. knížete ze Sulmony, vítěze z Pavie, drželi od roku 1526 titul říšského hraběte/hraběnky. Jedna větev rodiny emigrovala do Spojených států amerických, změnila si příjmení na Delano a byli předky Franklina Delano Roosevelta.

## Vzdělání a kariéra
Stéphanie navštěvovala nizozemskou školu Sancta Maria de Ronse a pokračovala ve vzdělávání na Collège Saint-Odile ve Francii. Poté se vrátila do Bruselu, kde studovala na L'Institut de la Vierge Fidèle, a poté se rok věnovala ruskému jazyku a literatuře v Moskvě. Na Univerzitě v Lovani (UCLouvain) v Nové Lovani vystudovala německou filologii a magisterský titul získala na Humboldtově univerzitě v Berlíně. Hovoří plynně nizozemsky, francouzsky, anglicky a německy. Je také schopna mluvit poměrně dobře lucembursky a rusky.
Během pobytu v Berlíně pracovala Stéphanie jako stážistka ve Valonské agentuře pro export a zahraniční investice pod záštitou belgického velvyslanectví. Když se vrátila do Belgie, pracovala pro společnost zabývající se investičními fondy v Bruselu.[zdroj?] Stéphanie studovala během svého působení se svým manželem v Londýně v letech 2018 až 2019 dějiny umění na Sotheby's Institute.

## Manželství
Stéphanie se poprvé setkala s dědičným velkovévodou Guillaumem v roce 2004, když se zúčastnila společenského setkání v Německu. Podruhé se potkali v roce 2009 a po setkání spolu začali chodit. Guillaume a Stéphanie spolu před zasnoubením chodili asi dva roky. Zasnoubení bylo oznámeno 26. dubna 2012. Hraběnka Stéphanie a dědičný velkovévoda se vzali na civilním obřadu na radnici 19. října 2012. Jejich církevní sňatek se konal 20. října 2012 v katedrále Panny Marie Lucemburské. Nevěsta na sobě měla šaty navržené Eliem Saabem a diamantovou tiáru rodiny Lannoyů. Na svatbu byla pozvána například ženichova sestra princezna Alexandra Lucemburská a synovec princ Gabriel a nevěstiny neteře a synovec: Antonia a Madeleine Hamiltonové, Caroline a Louise de Lannoy a Isaure a Lancelot de le Court.
Stéphanie a Guillaume mají syna prince Charlese, který se narodil 10. května 2020. Je druhým v linii následnictví lucemburského trůnu. V září 2022 bylo oznámeno, že pár čeká druhé dítě s termínem narození v dubnu 2023. Pár přivítal svého druhého syna Françoise 27. března 2023.
Stéphanie se stala naturalizovanou lucemburskou občankou a vzdala se belgického občanství. Rozhodla se, že nebude mít dvojí občanství Belgie a Lucemburska: „Jako dědičná velkovévodkyně jsem hrdá na to, že sdílím národnost svého manžela. Belgie bude vždy zemí mého dětství a místem, kde jsou mé kořeny, ale nemyslím si, že zachování belgického občanství je v souladu s prací, která mě od nynějška čeká.“

## Tituly a oslovení
Stéphanie se narodila jako hraběnka z Lannoy. Poté, co se po sňatku s velkovévodou stala dědičnou lucemburskou velkovévodkyní, jí náleží oslovení „Její královská Výsost“. Její úplný titul zní: „Její královská Výsost princezna Stéphanie Marie Klaudina Kristýna, dědičná velkovévodkyně lucemburská, dědičná princezna nasavská, princezna bourbonsko-parmská“.

## Vyznamenání
- velkokříž Řádu Adolfa Nasavského – Lucembursko, 2013
- Inaugurační medaile krále Viléma Alexandra – Nizozemsko, 30. dubna 2013
- velkokříž Řádu za zásluhy – Portugalsko, 23. května 2017[8]
- velkokříž Řádu Oranžsko-nasavského – Nizozemsko, 23. května 2018

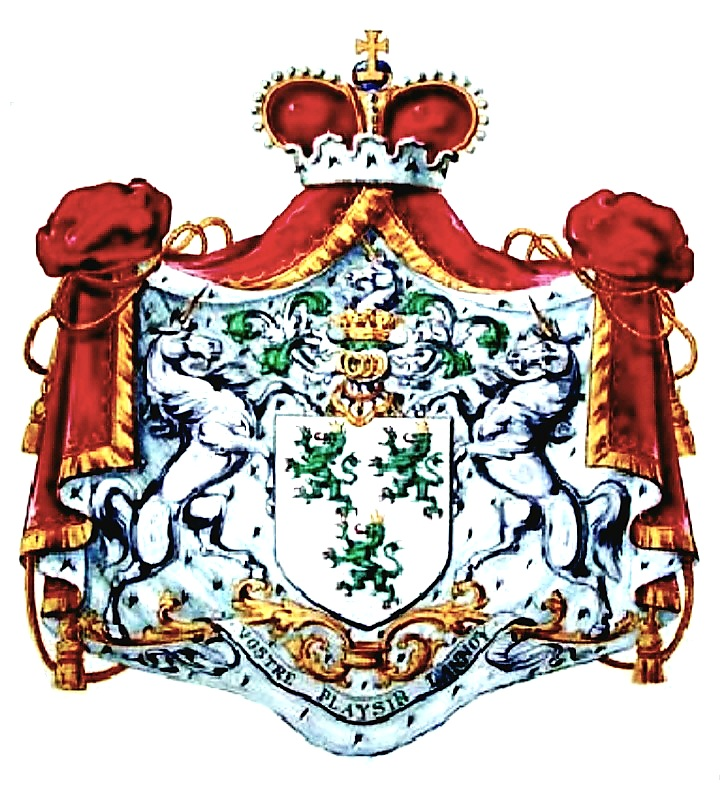
Erb otcovského rodu velkovévodkyně Štěpánky